# Clistene di Sicione
Clistene (in greco antico: Κλεισθένης?, Kleisthénēs; VII secolo a.C. – 565 a.C. circa) è stato un politico greco antico, tiranno di Sicione tra il 600 a.C. ed il 570 a.C. circa.

## Biografia
Clistene nacque intorno al 622 a.C. Erodoto e Pausania concordano nell'affermare che era figlio di Aristonimo, figlio di Mirone; questi era figlio di Andrea e fratello di Ortagora, il primo tiranno di Sicione tra il 655 ed il 640 a.C. circa o tra il 615 ed il 608 a.C. circa. Diventò tiranno di Sicione intorno al 600 a.C., succedendo a Mirone (che fu tiranno dal 608 al 601 a.C.) e a Isodamo (tiranno tra 601 e 600 a.C.), entrambi figli di Ortagora o di Aristonimo; mantenne questa carica per 31 anni fino al 570 a.C. circa.

### La partecipazione alla Prima guerra sacra
Clistene ebbe un ruolo di primo piano nella Prima guerra sacra. La città di Delfi, volendosi liberare dal controllo di Cirra (o Crisa) che imponeva dazi sulle merci e imposte sui pellegrini diretti a Delfi, chiese aiuto all'Anfizionia (Atene, Sicione e la Tessaglia), che intervenne a sostegno di Delfi. Clistene fu nominato comandante e abbatté il controllo del mare di Cirra intorno al 590 a.C. Cirra fu assediata, ma un oracolo aveva annunciato che non sarebbe stata presa finché il mare non avesse toccato il territorio sacro, che era lontano dal mare; Clistene (o Solone secondo altre fonti) fece allora consacrare il terreno della città, in modo che il mare bagnasse il territorio sacro, quindi riuscì a conquistarla con un altro stratagemma: interruppe l'acquedotto che riforniva la città e lo riattivò solo quando gli assediati furono stremati per la sete e dopo aver contaminando l'acqua con l'elleboro, che indebolì gli abitanti e gli permise di impadronirsi della città. Cirra fu rasa al suolo e per celebrare la vittoria furono riorganizzati i Giochi pitici. Clistene, che vinse la gara dei carri durante la prima edizione dei Giochi riformati, organizzò anche a Sicione dei Giochi pitici dedicati ad Apollo, sebbene Pindaro ne attribuisca il merito ad Adrasto; fece costruire a Delfi due templi, un monoptero e un tholos, mentre a Sicione, con il bottino di Cirra, costruì un porticato.

### La tirannide a Sicione
La sua politica fu anti-argiva o, secondo altre interpretazioni, anti-dorica. Erodoto riferisce che vietò lo svolgimento delle gare rapsodiche a causa delle "opere di Omero", in cui Argo e gli Argivi erano ovunque celebrati. Tale notizia è stata variamente interpretata dagli studiosi moderni per via dell'espressione "opere di Omero": alcuni hanno infatti ipotizzato che Erodoto facesse riferimento all'Iliade e all'Odissea, dove però i termini "Argivi" e "Argo" sono usati in maniera generica per indicare tutti i Greci, mentre secondo altri Erodoto si riferiva ai poemi del Ciclo Tebano, come la Tebaide o gli Epigoni, che ancora nel V secolo a.C. si riteneva fossero opera di Omero. Sempre nell'ambito della politica anti-dorica, o più precisamente anti-argiva, Clistene abolì il culto dell'eroe argivo Adrasto: questi, re di Argo, era diventato sovrano di Sicione dopo la morte del nonno Polibo e da allora fu celebrato nelle feste di Sicione fino al VI secolo a.C.; rimuovere Adrasto da Sicione significava per Clistene continuare la politica anti-argiva finalizzata ad ottenere l'indipendenza da Argo, nella cui area di potere ricadeva da molto tempo. La Pizia, interrogata sulla legittimità della rimozione di Adrasto, si pronunciò contro, ma Clistene riuscì comunque a rimuoverlo con uno stratagemma: fece giungere in città da Tebe i resti di Melanippo, antagonista di Adrasto poiché ne aveva ucciso il genero Tideo ed il fratello Mechisteo e gli consacrò un'area del pritaneo; quindi ordinò che le feste in onore di Adrasto fossero celebrate in onore di Melanippo, ad eccezione dei cori tragici che furono dedicati a Dioniso; proprio questi cori tragici furono probabilmente una versione primitiva della tragedia.

### L'oracolo della Pizia
L'episodio della Pizia riferito da Erodoto ha sollevato vari dubbi tra gli studiosi moderni. Secondo Erodoto, la risposta che Clistene ricevette dall'oracolo fu: "Adrasto è re dei Sicioni, ma tu sei un lanciatore di pietre". Il termine usato per designare Clistene, "λευστήρ" (leustér), è piuttosto raro e può essere interpretato sia con il significato attivo di "lanciatore di pietre" o "lapidatore", sia con il significato passivo di "colui che merita di essere lapidato". Interpretando il termine con senso attivo, è stato proposto di vedere in "lanciatore di pietre" un sinonimo per "soldato di basso rango", supponendo che questi soldati non potessero permettersi altro tipo di armi che le pietre; tuttavia, questa interpretazione non permette di trovare un secondo significato opposto a quello più evidente, come di solito avviene per gli oracoli delfici. È stato allora proposto di intendere il termine in senso passivo, ricordando che il lancio di pietre era tipico dei rituali di purificazione dal pharmakos: in questo caso, il responso dell'oracolo si può intendere come "Adrasto è il re, ma tu sei il lapidatore che lo espelle come fosse un pharmakos", ma anche come "Adrasto è il re, ma tu sei un pharmakos che merita di essere lapidato".

### Le tribù di Sicione
Erodoto attribuisce alla politica anti-argiva di Clistene un altro fatto, il cambiamento dei nomi delle tribù (φυλαί) in cui Sicione era divisa. Le tre tribù doriche furono chiamate le tribù degli Iati, degli Oneati e dei Chereati, mentre una quarta tribù, di origine pre-dorica e alla quale apparteneva Clistene, fu chiamata degli Archelai. Erodoto aggiunge che sessant'anni dopo la morte del tiranno i nomi dorici originali delle tribù furono ripristinati (rispettivamente, Illei, Panfili e Dimanati), mentre una nuova quarta tribù prese il nome da Egialeo, figlio di Adrasto, e fu chiamata degli Egialei. L'episodio è interpretato negativamente poiché i nomi imposti dal tiranno alle tribù doriche deriverebbero da animali: dall'ὗς (porco) per gli Iati, dall'ὄνος (asino) per gli Oneati e dal χοῖρος (maiale) per i Chereati; il nome dato alla tribù del tiranno richiama invece il potere ("i governanti del popolo", dal verbo ἄρχω). Dal racconto erodoteo, non è chiaro però se la tribù degli Archelai fu la stessa poi chiamata degli Egialei, che viene definita "nuova"; inoltre, non è facile capire come mai due tribù furono denominate con nomi dai significati molto simili (porco e maiale) né perché Clistene abbia scelto, e le tribù abbiano tollerato, i nuovi nomi, derivanti da parole dal significato osceno. Accanto all'ipotesi che Clistene intendesse effettivamente denigrare le tribù doriche o che volesse marcare le differenze sociali tra la popolazione, si è allora ipotizzato che inizialmente i nomi non avessero una connotazione offensiva perché derivati da nomi geografici e non di animali, ma che la assunsero successivamente attraverso tradizioni popolari anti-tiranniche; in questo caso Clistene non avrebbe apportato modifiche ai nomi, come invece riferisce Erodoto, che invece sarebbero stati cambiati dopo la fine della tirannia con i nomi di origine dorica riferiti dallo storico, forse per ingraziarsi le simpatie degli Spartani che avevano abbattuto la tirannia. Analogamente, il nome della tribù di Clistene sarebbe stato Egialei, modificato da una successiva tradizione anti-tirannica in Archeloi.

### Il matrimonio di Agariste
Clistene fu padre di Agariste di Sicione, che fu al centro di un episodio ricordato da Erodoto, sulla cui veridicità alcuni storici hanno avanzato seri dubbi. Desiderando che andasse in moglie al miglior uomo di Grecia, in occasione della vittoria nella corsa dei carri all'Olimpiade, forse nel 576 a.C., Clistene invitò a recarsi a Sicione qualsiasi greco che si ritenesse degno di sposare Agariste: tredici corteggiatori si presentarono a Sicione, provenienti dall'Italia (tra questi, il sibarita Smindiride, ricordato per il suo lusso anche da altri autori antichi), da Atene e da varie regioni della Grecia. Ospitati a Sicione i pretendenti per un anno, Clistene fu colpito in particolare dai due ateniesi, Ippocleide e Megacle, figlio di Alcmeone, ma scelse il primo sia per le sue doti che per la sua discendenza molto simile a quella dei Cipselidi di Corinto. Il giorno in cui intendeva annunciare chi avrebbe sposato Agariste, Clistene organizzò un ricco banchetto: nel corso della festa Ippocleide, ubriaco, danzando salì su un tavolo e, messosi a testa in giù, cominciò a gesticolare con le gambe come se fossero mani; Clistene non sopportò la svergognatezza di Ippocleide, tanto più che stando a testa giù Ippocleide mostrava i genitali, e gli annunciò che a causa del ballo non avrebbe avuto Agariste, ma Ippocleide rispose con una frase che sarebbe diventata proverbiale: "A Ippocleide non importa!". Clistene diede allora Agariste in moglie a Megacle e dalla coppia nacquero cinque figli: Clistene, Ippocrate, nonno di Pericle, Eurittolemo, padre di Isodice che sposò Cimone, Aristonimo ed una figlia che sposò Pisistrato. Il matrimonio tra Agariste e Megacle avvenne probabilmente nel tardo 575 a.C. o nel 572 a.C.